# Дзюнька Злата Василівна
Злата Василівна Дзюнька — українська співачка. Представниця дитячого пісенного конкурсу «Євробачення-2022» від України.

## Життєпис
Проживає в місті Рава-Руська на Львівщині.
Навчалася в Рава-Руській музичній школі (2021, клас вокалу). У 2022 році учениця Рава-Руської середньої школи № 1.
18 вересня 2022 року здобула перемогу у фіналі Нацвідбору на участь у дитячому пісенному конкурсі «Євробачення-2022». Пісню для участі «Незламна» написала разом зі співачкою Ілларією, в якої наразі опановує спів. У фіналі конкурсу Злата посіла 9-те місце.

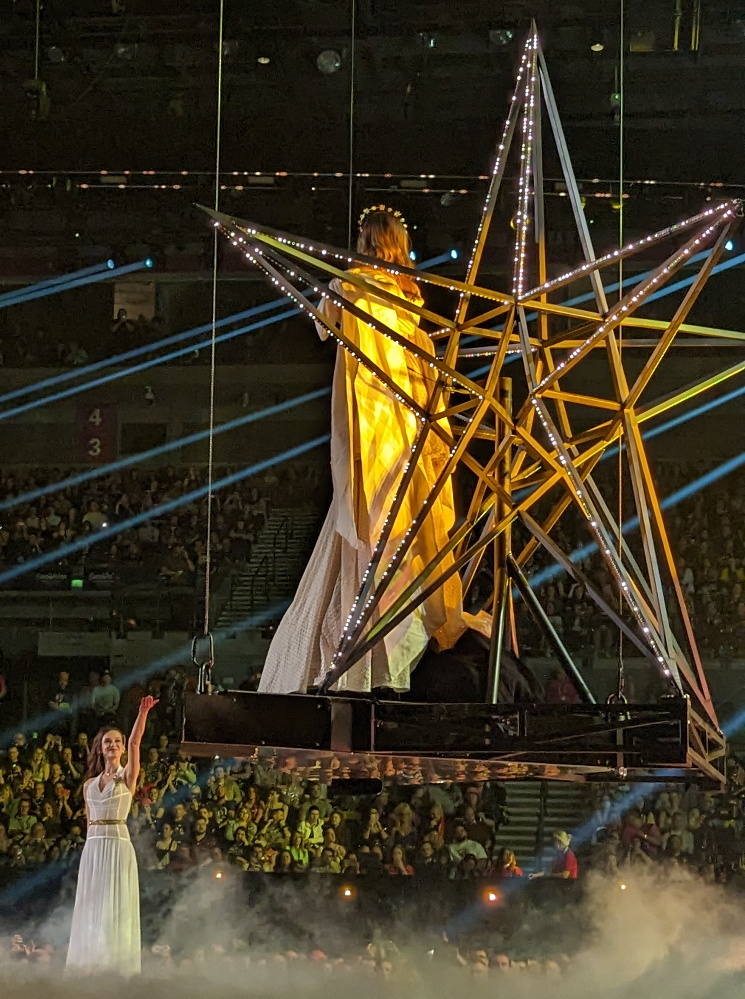
Дзюнька (праворуч) та Марія Яремчук на репетиції «Євробачення 2023» у Ліверпулі, Велика Британія

11 травня 2023 року під час другого півфіналу пісенного конкурсу «Євробачення 2023» разом зі співачкою Марією Яремчук виконали легендарний «Щедрик» Миколи Леонтовича.
Учасниця конкурсів і фестивалів «Prague Art Festival» (Чехія), «Zvaigzdziu sonata 2022» (Литва), «Vistula Sounds 2022» (Польща).

## Дискографія

### Пісні
| Рік  | Назва                         |
| ---- | ----------------------------- |
| 2022 | «Незламна» (співавтор Іларія) |